# Ob-La-Di, Ob-La-Da
Ob-La-Di, Ob-La-Da – piosenka zespołu The Beatles napisana przez Paula McCartneya, a autorstwo przypisano duetowi Lennon/McCartney. Wydana została na albumie The Beatles w 1968 roku.
W 1969 roku polską wersję piosenki przedstawił żeński zespół wokalny Alibabki.
Humorystyczną przeróbkę tego utworu stworzyła polska grupa Tuff Enuff na albumie Cyborgs Don’t Sleep (1996) – zatytułowaną „Piosenka z filmu o korkim” nawiązując do amerykańskiego serialu telewizyjnego Dzień za dniem, który poprzedzany był tym utworem.

## Twórcy
- Paul McCartney – śpiew, gitara basowa
- John Lennon – wokal wspierający, pianino
- George Harrison – wokal wspierający, gitara akustyczna
- Ringo Starr – perkusja, bongosy